# Goudkuiftuiniervogel
De goudkuiftuiniervogel (Amblyornis macgregoriae) is een zangvogel uit de familie Prieelvogels (Ptilonorhynchidae).

## Kenmerken
De vogel is gemiddeld 26 cm lang en weegt tussen de 110 en 140 gram. De vogel is overwegend donker olijfbruin van kleur, van boven donkerder dan van onder en wat bleker van kleur rond het oog en in de nek. Het oog is donkerbruin, de snavel is ook donker, met een blauwachtige basis en de poten zijn donker blauwgrijs. Opvallend bij het mannetje is een lange, oranjekleurige, glanzende kuif (vandaar goudkuif) die doorloopt tot op de rug die de vogel kan opzetten. Bij een bepaalde lichtval kan deze kuif heel licht, bijna wit lijken.

## Verspreiding en leefgebied
Deze soort is endemisch in Nieuw-Guinea en telt twee ondersoorten:
- A. m. mayri: berggebieden in het westen en midden van Nieuw-Guinea.
- A. m. macgregoriae: berggebieden in het midden, oosten en noordoosten en verder in het zuidoosten van Papoea-Nieuw-Guinea.

Het leefgebied bestaat uit montaan tropisch bos tussen de 1600 en 2300 m met vooral bomen uit het geslacht Nothofagus. De baltsplaatsen liggen op heel bepaalde plaatsen in het bos, de vogel stelt hoge eisen aan de helling, de graad van bedekking van het bladerdak en het soort bomen.

## Status
De goudkuiftuiniervogel heeft een groot verspreidingsgebied en daardoor is de kans op de status kwetsbaar (voor uitsterven) gering. De grootte van de populatie is niet gekwantificeerd. De vogel is plaatselijk nog algemeen, maar gaat in aantal achteruit. Echter, het tempo ligt onder de 30% in tien jaar (minder dan 3,5% per jaar). Om deze redenen staat deze prieelvogel als niet bedreigd op de Rode Lijst van de IUCN.